# Чанець
Чанець (пол. Czaniec) — село в Польщі, у гміні Поромбка Бельського повіту Сілезького воєводства.
Населення — 5680 осіб (2011).
У 1975—1998 роках село належало до Бельського воєводства.

## Географія
На південно-східній околиці села бере початок річка Домачка.

## Демографія
Демографічна структура станом на 31 березня 2011 року:
|          | Загалом | Допрацездатний вік | Працездатний вік | Постпрацездатний вік |
| -------- | ------- | ------------------ | ---------------- | -------------------- |
| Чоловіки | 2803    | 620                | 1911             | 272                  |
| Жінки    | 2877    | 594                | 1659             | 624                  |
| Разом    | 5680    | 1214               | 3570             | 896                  |